# 톰 새비니
톰 서비니(Tom Savini, 1946년 11월 3일 ~ )는 미국의 배우, 특수분장사, 영화 감독, 스턴트 배우이다.

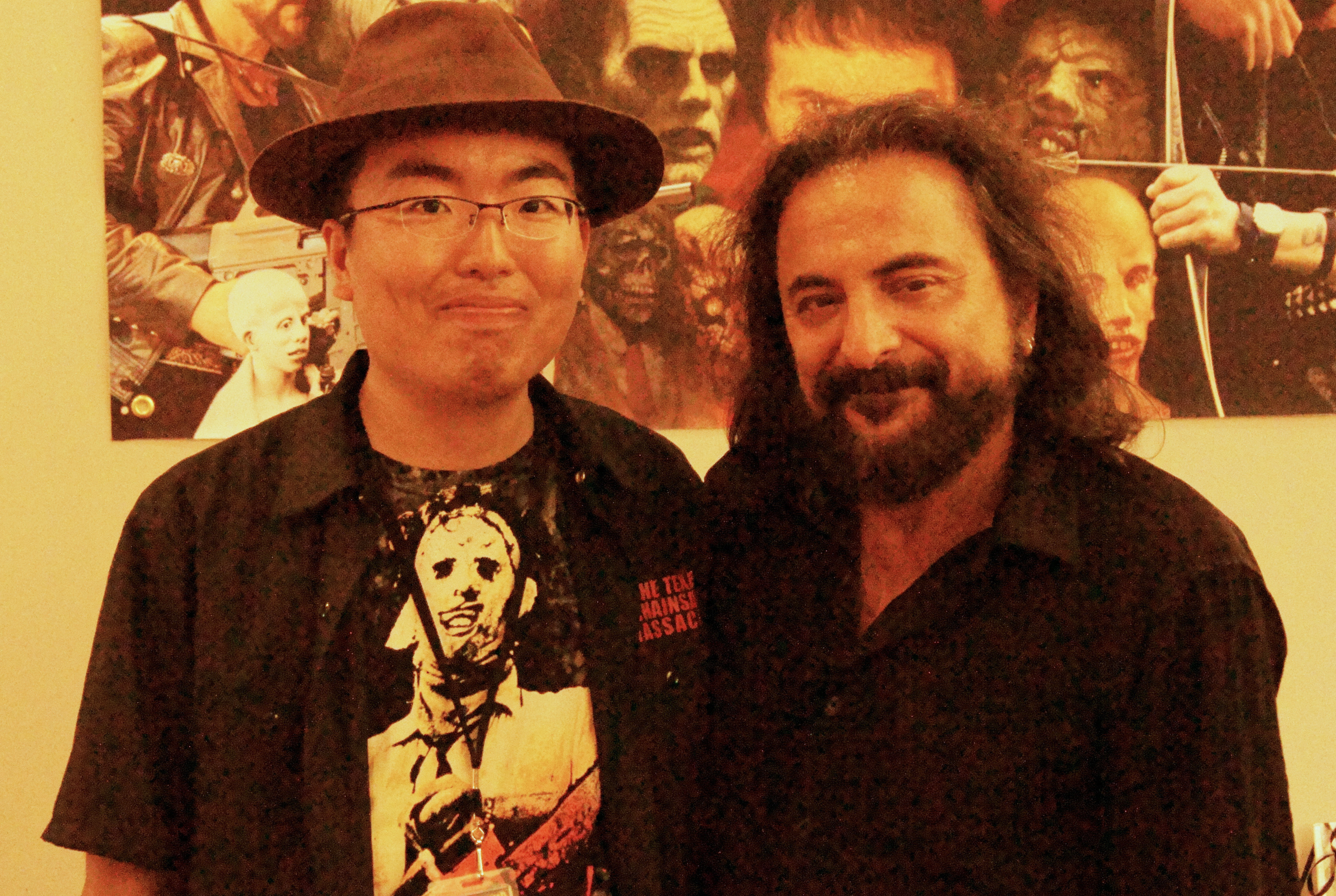
2012년 나카니시 료타와 함께

## 작품 목록

### 영화 출연
- 황혼에서 새벽까지 (1996)
- 마셰티 (2010)
- 장고: 분노의 추적자 (2012) - 트래커 역
- 좀비 워크: 살아있는 고기들의 전쟁 (2012, Dead Meat Walking: A Zombie Walk Documentary) - 본인 (다큐멘터리)